# Internationale Filmfestspiele Berlin 1990
Die Internationalen Filmfestspiele Berlin 1990 begannen am 9. Februar und endeten am 20. Februar 1990.
Die Berlinale 1990 stand ganz im Zeichen des Berliner Mauerfalls vom 9. November 1989. Zahlreiche internationale Gäste erschienen zum Festival nicht nur, um Filme vorzustellen, sondern um sich auf den Mauerresten ablichten zu lassen. Auch das Festival reagierte auf die Ereignisse und zeigte im Forum sieben bislang unveröffentlichte verbotene DDR-Filme. Die ältesten aus den Jahren 1965 von Regisseuren wie Jürgen Böttcher, Egon Günther, Gerhard Klein, Kurt Maetzig, Günter Stahnke, Frank Vogel und Herrmann Zschoche. Im Wettbewerb wurde als Sonderaufführung Frank Beyers Spur der Steine gezeigt.
In diesem Jahr wurde zum Andenken an Wolfgang Staudte der „Wolfgang-Staudte-Preis“ für einen Film des Internationalen Forums des jungen Films erstmals verliehen.
Das Festival wurde mit Magnolien aus Stahl eröffnet, der außer Konkurrenz im Wettbewerb gezeigt wurde.

## Wettbewerb
Im Wettbewerb waren in diesem Jahr folgende Filme zu sehen:
| Filmtitel                      | Regisseur            | Produktionsland                       | Darsteller (Auswahl)                                                                  |
| Das asthenische Syndrom        | Kira Muratowa        | Sowjetunion                           | Olha Antonowa, Serhij Popow, Halyna Sachurdajewa, Natalija Busko, Oleksandra Swjenska |
| Coming Out                     | Heiner Carow         | DDR                                   | Matthias Freihof, Dagmar Manzel, Michael Gwisdek                                      |
| Fessle mich!                   | Pedro Almodóvar      | Spanien                               | Victoria Abril, Antonio Banderas                                                      |
| Geboren am 4. Juli             | Oliver Stone         | USA                                   | Tom Cruise                                                                            |
| Das Geheimnis (Il segreto)     | Francesco Maselli    | Italien                               | Nastassja Kinski                                                                      |
| Die Geschichte der Dienerin    | Volker Schlöndorff   | USA, Großbritannien                   | Natasha Richardson, Robert Duvall, Faye Dunaway, Aidan Quinn                          |
| A Halálraítélt                 | János Zsombolyai     | Ungarn                                | Peter Malcsiner, Barbara Hegyi, Bubik István                                          |
| Herzlich willkommen            | Hark Bohm            | Deutschland                           | Uwe Bohm, Barbara Auer                                                                |
| Der lautlose Schrei            | David Hayman         | Großbritannien                        | Iain Glen                                                                             |
| Lerchen am Faden               | Jiří Menzel          | Tschechoslowakei                      |                                                                                       |
| Miss Daisy und ihr Chauffeur   | Bruce Beresford      | USA                                   | Morgan Freeman, Jessica Tandy, Dan Aykroyd                                            |
| Music Box – Die ganze Wahrheit | Costa-Gavras         | USA                                   | Jessica Lange, Armin Mueller-Stahl                                                    |
| Die Rache einer Frau           | Jacques Doillon      | Frankreich                            | Isabelle Huppert, Béatrice Dalle                                                      |
| Der Rosenkrieg                 | Danny DeVito         | USA                                   | Michael Douglas, Kathleen Turner, Marianne Sägebrecht                                 |
| Die Schattenmacher             | Roland Joffé         | USA                                   | Paul Newman, John Cusack, Laura Dern                                                  |
| Scheinehe                      | Michel Brault        | Kanada                                | Geneviève Bujold                                                                      |
| Das schreckliche Mädchen       | Michael Verhoeven    | Deutschland                           | Lena Stolze                                                                           |
| Der schwarze Engel             | Jacob Berger         | Spanien, Frankreich, Schweiz, Belgien | Belinda Becker, Steven Weber                                                          |
| Schwarzer Schnee               | Xie Fei              | China                                 |                                                                                       |
| Talvisota                      | Pekka Parikka        | Finnland                              |                                                                                       |
| Die Wache                      | Alexander Rogoschkin | Sowjetunion                           |                                                                                       |

## Internationale Jury
Präsident der internationalen Jury war der deutsche Kameramann Michael Ballhaus. Er stand folgender Jury vor: Wadim Abdraschitow, Suzana Amaral, Steven Bach, Roberto Benigni, Lívia Gyarmathy, Margaret Ménégoz, Helke Misselwitz, Otto Sander, Stephen Silverman und Rita Tushingham.

## Preisträger

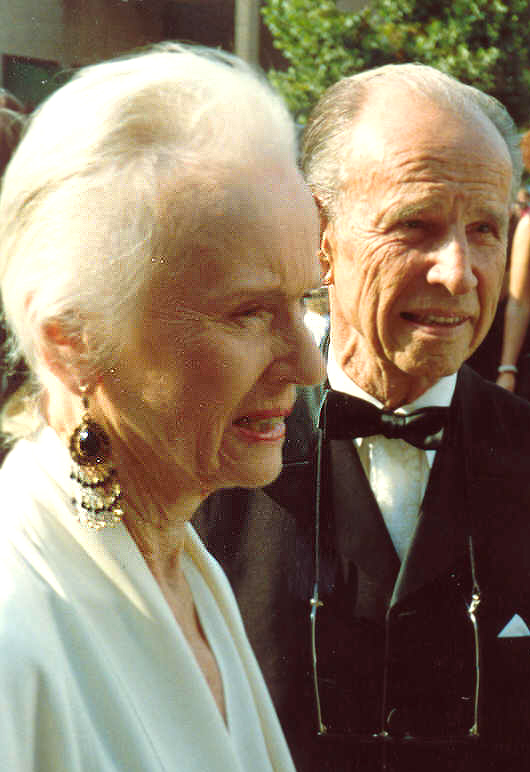
Jessica Tandy gemeinsam mit Ehemann Hume Cronyn

- Goldener Bär: Music Box und Lerchen am Faden
- Silberne Bären:
  - Spezialpreis der Jury: Das asthenische Syndrom
  - Beste Regie: Michael Verhoeven für Das schreckliche Mädchen
  - Beste Schauspielerin: Jessica Tandy in Miss Daisy und ihr Chauffeur
  - Beste Schauspieler: Morgan Freeman in Miss Daisy und ihr Chauffeur und Iain Glen in Der lautlose Schrei
  - Herausragende Einzelleistung: Xie Fei für die Regie von Schwarzer Schnee
  - Besondere künstlerische Leistung: Heiner Carow für Coming Out

## Weitere Preise
- „Berlinale Kamera“: Frank Beyer, Martin Landau, Karel Vachek und Bernhard Wicki
- Preis der Kinderjury (Kinderfilmfest): Kunst en Vliegwerk von Kaarst van der Meulen
- Teddy Award: Coming Out von Heiner Carow (Spielfilm), Tongues Untied von Marlon Riggs (Dokumentarfilm)
- FIPRESCI-Preis (Wettbewerb): Die Wache von Alexander Rogoschkin
- FIPRESCI-Preis (Forum): Near Death von Frederick Wiseman
- Interfilm Award (Wettbewerb): Das schreckliche Mädchen von Michael Verhoeven
- Interfilm Award (Forum): Das Mädchen aus der Streichholzfabrik von Aki Kaurismäki
- Interfilm Award (Panorama): Common Threads: Stories from the Quilt von Rob Epstein und Jeffrey Friedman
- UNICEF-Preis (Kinderfilmfest): Der Fisch von Kambuzia Partovi
- Alfred-Bauer-Preis: Die Wache von Alexander Rogoschkin
- Friedensfilmpreis der Heinrich-Böll-Stiftung: Mein Krieg von Harriet Eder und Thomas Kufus
- Wolfgang-Staudte-Preis (Forum): Freiheit ist ein Paradies von Sergei Bodrow
- Preis der Leserjury der Berliner Morgenpost: Das schreckliche Mädchen von Michael Verhoeven

## Goldener Ehrenbär

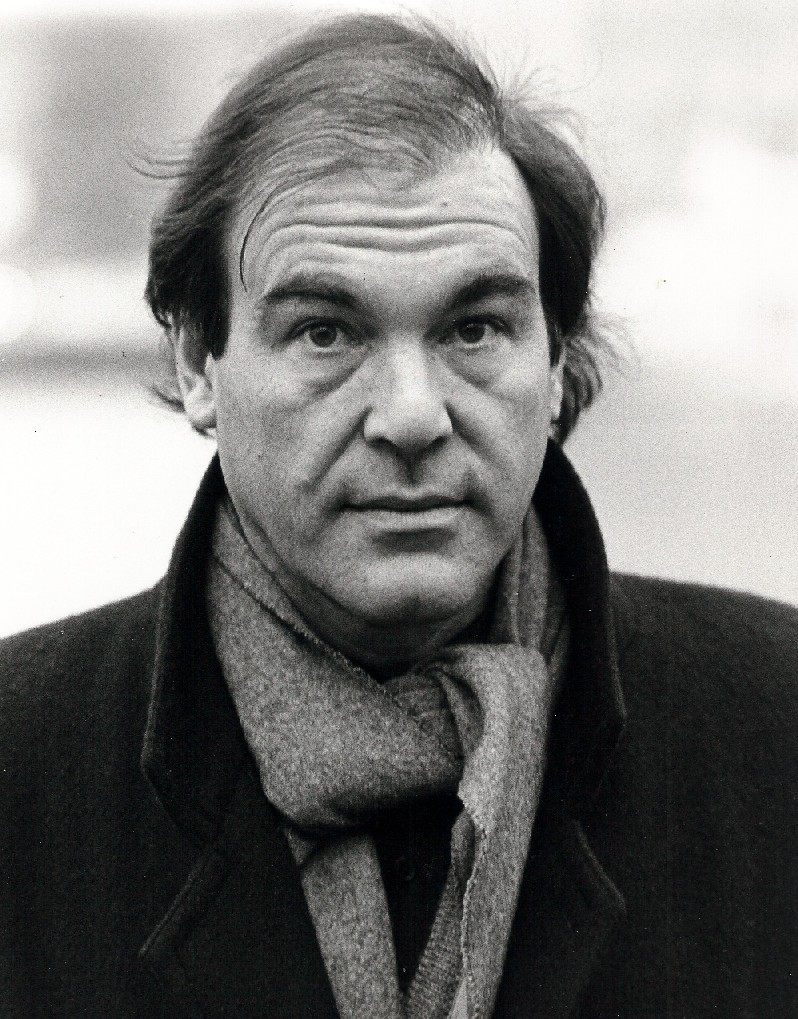
Oliver Stone

Der Goldene Ehrenbär wurde in diesem Jahr an Oliver Stone vergeben.